# Sverdrup
En oceanografía, el sverdrup (Sv) es una unidad de medida métrica no-SI de flujo, con 1 Sv igual a 1 millón de metros cúbicos por segundo (260 000 000 gal US/s); es equivalente a la unidad SI derivada hectómetro cúbico por segundo (hm3/s). Es utilizada casi exclusivamente en oceanografía para medir la razón volumétrica de transporte de corrientes oceánicas y en geomorfología, para medir el flujo de agua relacionada con megainundaciones. Es nombrada en honor del oceanógrafo noruego Harald Ulrik Sverdrup. Es distinta a la unidad SI sievert o la no-SI svedberg, las cuales no están relacionadas al sverdrup pero usan el mismo símbolo.
En el contexto de corrientes de agua, un volumen de un millón de metros cúbicos debe ser imaginado como una "rodaja" de océano con dimensiones de 1 km x 1 km x 1 m (ancho x largo x espesor). A esta escala, estas unidades pueden ser más fácilmente comparadas en términos de anchura de la corriente (varios km), profundidad (cientos de metros), y velocidad de corriente (como metros por segundo). Así, la corriente hipotética de 50 km de ancho, 500 m (0.5 km) de profundidad, y moviéndose a 2 m/s estará transportando 50 Sv de agua.

## Ejemplos
El transporte de agua a lo largo de la corriente del Golfo aumenta de 30 Sv en la corriente de La Florida hasta 150 Sv al sur de Terranova a longitud 55°O.
La corriente circumpolar antártica, a aproximadamente, 125 Sv, es la mayor corriente oceánica.
La entrada total global de agua dulce desde los ríos a los océanos es aproximadamente 1.2 Sv.

## Equivalencias
Un svedrup equivale a 31 536 km³/año, ya que asumiendo un año de 365 días se tiene que 
{\displaystyle 1\ {\rm {{Sv}=10^{6}{\frac {m^{3}}{s}}}}}
{\displaystyle 1\ {\rm {{Sv}={\Bigl (}10^{6}{\frac {\rm {{m}^{3}}}{\rm {s}}}{\Bigr )}{\Bigl (}{\frac {{\text{1 km}}^{3}}{10^{9}\ {\rm {{m}^{3}}}}}{\Bigr )}{\Bigl (}{\frac {\text{60 s}}{\text{1 min}}}{\Bigr )}{\Bigl (}{\frac {\text{60 min}}{\text{1 h}}}{\Bigr )}{\Bigl (}{\frac {\text{24 h}}{\text{1 d}}}{\Bigr )}{\Bigl (}{\frac {\text{365 d}}{\text{1 año}}}{\Bigr )}}}}
{\displaystyle 1\ {\rm {{Sv}={\frac {(60)(60)(24)(365)}{(1000)}}\ {\text{km}}^{3}{\text{/ año}}}}}
{\displaystyle 1\ {\rm {Sv={\text{31356 km}}^{3}{\text{/ año.}}}}}